# 開化の忍者
『開化の忍者』（かいかのにんじゃ）は、1974年に発表された山田風太郎の時代小説。忍法帖シリーズの最後の短編。『週刊小説』1974年2月1日号に掲載された。　
筑摩書房から刊行された単行本に収録の際は『最後の忍法貼』と改題された。

## 物語
イギリス人通辞アルフレッド・ミラード邸の門番、もと公儀忍び組の伊賀忍者3人は、英国に渡航して一旗揚げる夢のため、ミラードに使われていた。そこに組頭の孫娘・お志保が、小間使いとしてミラード邸に召し出されて来た。

## 登場人物
- 今戸綱之助（いまど つなのすけ） - アルフレッド・ミラード邸の門番。イマードと呼ばれる。
- 魚見弁次郎（うおみ べんじろう） - 同じくミラード邸の門番。ウォーミイと呼ばれる。
- 鞆津明蔵（ともつ みょうぞう） - 同上。トモッツと呼ばれる。
- アルフレッド・ミラード - 横浜の外人商社の通訳。
- 安行玄察（あんぎょう げんさつ） - 横浜の生糸輸出組合に勤務。もと公儀忍び組・伊賀組組頭。
- お志保 - 玄察の孫娘。

## 作中に登場する忍法
- 忍法盗人蜥蜴（ぬすっとかげ） - 肉体の一部を切り離しても、ある時間、独立して生存させる。ただし、再生不能。
- 忍法玉共鳴（たまともなり） - 相手の昂奮度と共鳴し、自在に射精欲を制御できる。
- 忍法陰陽変（いんようへん） - 女と交合し、相手と入れ替わる[2]。ただし、1回しか使えない。